# Mazarin (album)
Mazarin è un album in studio del cantante svedese Per Gessle, pubblicato nel 2003.

## Tracce
1. Vilket håll du än går – 3:18
2. Om du bara vill – 3:47
3. På promenad genom stan – 3:21
4. Smakar på ett regn – 3:27
5. Gungar – 3:37
6. Födelsedag – 3:13
7. Sakta mina steg – 2:35
8. Tycker om när du tar på mej – 3:27
9. Spegelboll – 3:31
10. För bra för att vara sant – 3:29
11. Här kommer alla känslorna (på en och samma gång) – 2:43
12. Jag tror du bär på en stor hemlighet – 3:59
13. Varmt igen – 4:21
14. Mazarin – 3:23